# National Recording Preservation Board

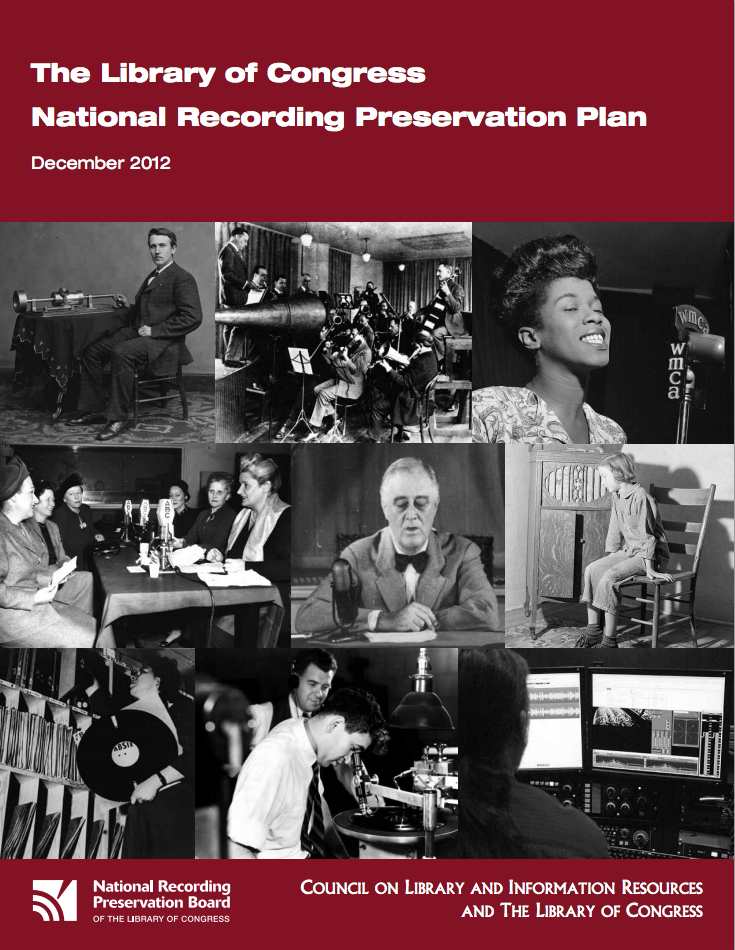
Deckblatt des National Recording Preservation Plan

Das National Recording Preservation Board der Vereinigten Staaten ist ein Bundesausschuss, der bei der Auswahl von Tonaufnahmen für eine Aufbewahrung im National Recording Registry der Library of Congress berät.

## Hintergrund
Das National Recording Registry wurde initiiert, um „Tonaufnahmen, die kulturell, historisch oder ästhetisch bedeutsam sind“ zu erhalten und zu bewahren. Um förderfähig zu sein, müssen Tonaufnahmen dabei mindestens zehn Jahre alt sein. Ziel ist es das „Überleben, die Erhaltung und die öffentliche Verfügbarkeit des Erbes an amerikanischen Tonaufzeichnungen zu gewährleisten.“
Die Mitglieder des National Recording Preservation Board beraten den Librarian of Congress bei der Auswahl der nominierten Tonaufzeichnungen und über die laufende Entwicklung und Umsetzung des US-amerikanischen Programmes für die Aufbewahrung von Tonaufzeichnungen.
Das National Recording Preservation Board (NRPB) wurde durch den National Recording Preservation Act aus dem Jahr 2000 (Public Law 106-474) geschaffen. Durch dieses Gesetz wurde auch die National Recording Registry und die Non-Profit-Organisation National Recording Preservation Foundation (NRPF) geschaffen, die lose mit dem National Recording Preservation Board verbunden ist. Rechtlich sind NRPF und NRPB getrennte Einheiten.
Die Hauptaufgaben des National Recording Preservation Board sind:
- Ausarbeitung der Auswahlkriterien für das National Recording Registry
- Ausarbeitung eines National Recording Preservation Plan
- Empfehlung und Überprüfung von nominierten Tonaufnahmen

## Organisation
Das National Recording Preservation Board wird vom Librarian of Congress ernannt und besteht aus siebzehn Vertretern von Berufsorganisationen der Komponisten, Musiker, Musikwissenschaftler, Bibliothekare, Archivare und der Tonträgerindustrie sowie ihren Stellvertretern. Zusätzlich kann der Librarian of Congress bis zu fünf weitere passive Mitglieder benennen. Folgende Organisationen sind im Board vertreten:
- American Society of Composers, Authors and Publishers
- American Federation of Musicians
- American Folklore Society
- American Musicological Society
- Association for Recorded Sound Collections
- Audio Engineering Society
- Broadcast Music Incorporated
- Country Music Foundation
- Digital Media Association
- Music Library Association
- National Archives and Records Administration
- National Academy of Popular Music
- National Association of Recording Merchandisers
- National Academy of Recording Arts and Sciences
- Recording Industry Association of America
- SESAC
- Society for Ethnomusicology